# 花井小花介
花井小花介（学名：Cytherelloidea hanaii）为小浪花介科小花介屬下的一个种。